# Palais de justice et prison du canton d'Argyle
Le palais de justice et prison du canton d'Argyle, officiellement le Lieu historique national du Canada du Palais-de-Justice-et-Prison-du-Canton-d'Argyle, est un lieu historique national situé à Tusket, en Nouvelle-Écosse (Canada).

## Histoire
L'édifice est construit de 1802 à 1805, afin d'abriter la justice de paix pour les districts de Yarmouth et d'Argyle. Il est agrandi en 1833 et en 1870, où il atteint trois fois sa taille d'origine. La prison ferme en 1924 et l'édifice n'accueille plus d'audiences à partir de 1944. La municipalité d'Argyle y loge ensuite de 1945 à 1976. L'édifice est rénové en 1982 et abrite un musée et des archives à partir de 1983. Le site est classé le 3 août 2005.